# Roquebrune
Roquebrune é uma comuna francesa na região administrativa da Nova Aquitânia, no departamento da Gironda. Estende-se por uma área de 6,45 km². Em 2010 a comuna tinha 285 habitantes (densidade: 44,2 hab./km²).